# Pseudagrion grilloti
Pseudagrion grilloti là một loài chuồn chuồn kim trong họ Coenagrionidae.
Loài này được xếp vào sách Đỏ của IUCN năm 2008.
Pseudagrion grilloti được miêu tả khoa học năm 1987 bởi Legrand.